# Dune - Parte due
Dune - Parte due (Dune: Part Two) è un film del 2024 co-scritto, diretto e co-prodotto da Denis Villeneuve.
La pellicola è la seconda parte dell'adattamento cinematografico dell'omonimo romanzo scritto da Frank Herbert, primo capitolo del Ciclo di Dune, nonché sequel del film Dune (2021).
Il film è un colossal che conferma il cast corale del primo film, che rivede protagonista Timothée Chalamet affiancato di nuovo da Rebecca Ferguson, Zendaya, Josh Brolin, Stellan Skarsgård, Dave Bautista, Charlotte Rampling e Javier Bardem, a cui si aggiungono i nuovi personaggi di Christopher Walken, Florence Pugh, Austin Butler, Léa Seydoux e Souheila Yacoub.

## Trama
Sul pianeta Kaitain, sede del trono imperiale, la principessa Irulan commenta la distruzione di Casa Atreides a opera degli Harkonnen. L'Imperatore Shaddam IV, complice segreto degli Harkonnen, appare emotivamente devastato dalla morte del Duca Leto, verso cui provava una enorme stima. Nel mentre, gli Harkonnen tornano a dominare Arrakis e il Barone Vladimir Harkonnen dona a suo nipote Rabban il controllo del pianeta. Nel deserto, la carovana Fremen che trasporta il corpo di Jamis subisce una imboscata da parte degli Harkonnen. Sotto la guida di Stilgar, i Fremen hanno la meglio e riescono a raggiungere in sicurezza il Sietch Tabr, uno dei rifugi Fremen nella parte settentrionale di Arrakis. I Fremen del Sietch si dividono tra coloro che pensano che Paul e Jessica siano spie e quelli che, sulla base delle leggende instillate nella popolazione dalle Bene Gesserit, ritengono che Paul sia il Lisan al-Gaib, il Messia che trasformerà Arrakis in un paradiso.
Stilgar informa Jessica che la Reverenda Madre del Sietch sta morendo e che l'unica funzione che lei può assolvere per la comunità è quella di sostituirla; Jessica è dunque costretta a diventare la nuova Reverenda Madre. Il rituale consiste nel bere l'Acqua della Vita, un potente veleno ottenuto con l'uccisione di un giovane verme delle sabbie, letale per chiunque salvo le Bene Gesserit meglio addestrate. L'assunzione dell'Acqua della Vita provoca a Jessica terribili convulsioni, ma ella, grazie alle sue abilità Bene Gesserit, riesce a sopravvivere e risvegliare in lei la memoria genetica di tutte le sue antenate per linea femminile. Tuttavia, all'oscuro di tutti salvo che di Paul, Jessica è incinta e l'Acqua della Vita risveglia la mente del feto prima della nascita. Alia, la sorella di Paul ancora nel grembo di Jessica, comunica telepaticamente con la madre e le suggerisce di utilizzare le profezie Bene Gesserit per convertire i Fremen alla causa del fratello. Il fatto che una straniera abbia superato il rito dell'Acqua della Vita convince Stilgar che Jessica e Paul siano i liberatori delle profezie, mentre Chani e altri abitanti del Sietch credono piuttosto che il Lisan al-Gaib debba essere un Fremen e non uno straniero. Paul tuttavia rifiuta la profezia e spiega che sua madre è sopravvissuta grazie alle abilità Bene Gesserit, affermando inoltre di non cercare il dominio sui Fremen; ciò porta Chani a sviluppare rispetto verso il giovane Duca.
Nei mesi successivi, Paul, sotto l'insegnamento di Stilgar, si integra nella società dei Fremen, imparando la loro lingua e superando una serie di prove di iniziazione, come ad esempio attraversare zone pericolose del deserto e cavalcare i vermi delle sabbie, usati dai Fremen come mezzo di trasporto. Egli inizia una relazione romantica con Chani, promettendole fedeltà eterna e diventa inoltre un guerriero Fedaykin, devoto fino alla morte alla causa Fremen, con il nome segreto "Usul" e il nome di battaglia "Muad'Dib". Jessica, assunta alla posizione di guida religiosa nel Sietch Tabr, riesce a convertire buona parte dei Fremen nella regione settentrionale di Arrakis alla causa del figlio.
La rivolta dei Fremen guidata da Paul è incredibilmente efficace e mette a rischio la produzione di spezia degli Harkonnen; alla corte imperiale, Irulan sospetta che Muad'Dib sia in realtà Paul Atreides, ma la Reverenda Madre Gaius Helen Mohiam ritiene che la linea genetica degli Atreides sia irrecuperabile perché Paul, nell’eventualità che fosse vivo, non si sottometterebbe al volere della sorellanza; essa, difatti, fa affidamento sulla linea genetica degli Harkonnen, in particolare su Feyd-Rautha, psicopatico nipote del Barone Vladimir e fratello di Rabban. Gaius Mohiam invia su Giedi Prime, pianeta natale degli Harkonnen, la Bene Gesserit Margot Fenring, che sottopone Feyd-Rautha al test del gom jabbar e lo seduce, restando incinta di sua figlia. Dato il fallimento di Rabban nel reprimere la rivolta dei Fremen e di assicurare la produzione di spezia, il Barone Vladimir lo riassegna ad altri incarichi e dona a Feyd-Rautha il controllo di Arrakis.
Nel frattempo, Lady Jessica viaggia nella parte meridionale di Arrakis, popolata da un gran numero di Fremen e in cui i miti delle Bene Gesserit hanno attecchito con forza. Jessica chiede a Paul di seguirla nel sud e di usare le superstizioni dei Fremen come mezzo per vendicare la morte del Duca Leto. Paul tuttavia detesta l'ingegneria religiosa applicata dalle Bene Gesserit su Arrakis; grazie alla sua prescienza, inoltre, sa che se dovesse sfruttare i Fremen in tal modo, miliardi di persone moriranno per colpa di una guerra santa in suo nome. Rimasto nel nord, Paul si ricongiunge con Gurney Halleck che, sopravvissuto allo sterminio degli Atreides, si era unito ai contrabbandieri di Arrakis per vendicarsi di loro. Gurney conduce Paul in una località segreta su Arrakis dove sono nascoste le testate atomiche di Casa Atreides, ma il giovane Duca rimane riluttante a usarle.
Nel frattempo, grazie alla più efficiente guida di Feyd-Rautha, gli Harkonnen trovano e attaccano il Sietch Tabr, uccidendo numerosi Fremen e costringendone altri alla fuga. Scosso dall'accaduto e sotto pressione da parte di Stilgar e Gurney, Paul accetta di viaggiare verso sud, dove è stato indetto un incontro tra tutti i capi Fremen. Arrivato a sud, Paul beve l'Acqua della Vita e il veleno lo fa precipitare in uno stato comatoso: nessun essere umano di sesso maschile è mai sopravvissuto, ma chi mai vi riuscirà diventerà lo Kwisatz Haderach, una mente superiore e ambito obiettivo del programma di selezione genetica delle Bene Gesserit. Chani giunge sul posto e accusa Stilgar e Jessica di aver ucciso il ragazzo, ma riesce poi a farlo risvegliare per mezzo delle sue lacrime mischiate al veleno. Tale prodigioso risveglio è il segno finale, per Stilgar, del fatto che Paul sia il Lisan al-Gaib. Grazie all'Acqua della Vita, Paul sblocca la memoria genetica dei suoi antenati e riesce a ottenere un dono della preveggenza molto più acuto, acquisendo inoltre la capacità di leggere nella mente altrui. Questa esperienza lo convince del fatto che è necessario per lui presentarsi ai Fremen come il Messia e guidarli in una guerra santa contro l'Imperatore e gli Harkonnen. Paul incontra inoltre in una visione sua sorella Alia con l'aspetto di giovane donna e scopre che Jessica è la figlia del Barone Harkonnen, di fatto suo nonno.
Durante l'incontro con i capi Fremen, Paul usa i suoi poteri mentali e la sua conoscenza dei miti per persuadere queste popolazioni di essere il Lisan al-Gaib. Chani resta convinta che Paul stia manipolando i Fremen per ottenere vantaggi politici e prova a fermarlo, ma viene messa a tacere da Gurney, desideroso di realizzare la sua vendetta contro gli Harkonnen. Paul, ormai leader incontrastato dei Fremen, manda una lettera di sfida all'Imperatore Shaddam IV, che si reca immediatamente su Arrakis con il suo esercito di Sardaukar.
Presso il suo accampamento in prossimità di Arrakeen, capitale di Arrakis, l'Imperatore redarguisce gli Harkonnen per il loro fallimento nel contenere la rivolta Fremen. Paul ordina di usare le atomiche per attaccare i Sardaukar, distruggendo parte delle montagne che proteggono Arrakeen, poi usa i vermi delle sabbie per sbaragliare i soldati ed entrare nell’accampamento. I Fremen sono vittoriosi nella battaglia contro l'esercito imperiale e riescono a prendere prigionieri Shaddam IV, sua figlia Irulan e la sua consigliera Gaius Mohiam. Giunto al cospetto dell'Imperatore, Paul uccide a sangue freddo il Barone Vladimir Harkonnen; contemporaneamente, durante la battaglia nei pressi delle mura di Arrakeen, Rabban viene ucciso da Gurney. Nella capitale, l'Imperatore sceglie Feyd-Rautha come suo campione in un duello d'onore contro Paul, che aveva indetto la sfida pochi istanti prima. Tra Paul e Feyd-Rautha ha luogo quindi un combattimento all'ultimo sangue e, nonostante venga messo in grave difficoltà, il giovane duca riesce infine a prevalere e a uccidere il cugino. Paul minaccia poi l'Imperatore di distruggere tutti i campi di spezia su Arrakis con le altre atomiche della sua famiglia se non gli dovesse cedere il potere, costringendolo quindi a sottomettersi; per legittimare definitivamente la sua ascesa al trono, inoltre, Paul prende come sua sposa sua figlia Irulan; nel mentre, le navi da guerra di numerose Grandi Case, precedentemente avvertite dal Barone Vladimir Harkonnen, giungono in orbita sopra ad Arrakis. Nonostante la minaccia di distruggere la spezia, molti nobili non riconoscono la sua autorità e Paul dunque ordina a Stilgar di scatenare una guerra contro chiunque non si sottometta al suo potere. Chani, furibonda per le scelte di Paul, va via da Arrakeen a dorso di un verme delle sabbie, mentre i Fremen si imbarcano sulle navi imperiali in una guerra santa contro le Grandi Case.

## Personaggi
- Paul Atreides, interpretato da Timothée Chalamet, doppiato da Alex Polidori: figlio del Duca Leto Atreides. Fuggito nel deserto a seguito della morte di quest'ultimo per mano degli Harkonnen, trova rifugio tra i Fremen e diventa il loro leader religioso (Lisan al-Gaib). Nel corso del film, acquisisce il nome di battaglia "Muad'Dib", che nella lingua dei Fremen si riferisce a una particolare specie di topo canguro adattata alle terribili condizioni ambientali di Arrakis. "Muad'Dib" significa anche "colui che indica la via" e ha dunque un particolare rilievo nella mitologia religiosa Fremen, utilizzata da Paul per controllare tale popolazione. Il nome segreto di Paul all'interno del suo Sietch è "Usul", che significa "la base del pilastro".
- Lady Jessica, interpretata da Rebecca Ferguson, doppiata da Gaia Bolognesi: madre di Paul e concubina del defunto Duca Leto, è una Bene Gesserit che, contravvenendo alle disposizioni della sorellanza, ha partorito un figlio maschio invece che una femmina. Fuggita nel deserto insieme al figlio e avendo trovato ospitalità tra i Fremen, beve l'Acqua della Vita risvegliando un più alto livello di coscienza e diventando una Reverenda Madre presso la popolazione del Sietch Tabr. Nel corso del film, adopera la sua autorità religiosa per manipolare i Fremen e far sì che essi credano che Paul è il loro Messia.
- Chani, interpretata da Zendaya, doppiata da Emanuela Ionica: giovane guerriera Fremen che si innamora di Paul e diviene la sua compagna di vita. Aiuta Paul a integrarsi nella società Fremen e a superare le prove impostegli da Stilgar. Conoscendo Paul per chi è davvero, Chani intuisce la manipolazione dei Fremen da parte di Jessica e prova a opporsi con sempre maggiore determinazione alla divinizzazione di Paul.
- Stilgar, interpretato da Javier Bardem, doppiato da Roberto Pedicini: leader della popolazione Fremen del Sietch Tabr. Inizialmente scettico di Paul, verrà convinto sempre più del fatto che Paul è il Lisan al-Gaib, interpretando gli eventi che accadono a Paul come realizzazioni di antiche profezie. Stilgar diventerà uno dei maggiori sostenitori di Paul e uno dei più fanatici adepti della religione intorno al nuovo profeta.
- Gurney Halleck, interpretato da Josh Brolin, doppiato da Andrea Lavagnino: guerriero e menestrello della Casa Atreides, e mentore di Paul. Sopravvive alla distruzione di Casa Atreides riuscendo a far tornare gran parte dei suoi uomini al loro pianeta natale, ma decide di restare su Arrakis unendosi ai contrabbandieri per vendicare la morte di Leto.
- Barone Vladimir Harkonnen, interpretato da Stellan Skarsgård, doppiato da Rodolfo Bianchi: capo di Casa Harkonnen e nemico giurato degli Atreides. Ha anche l'ambizione di ribellarsi contro l'Imperatore e mettere un Harkonnen sul trono imperiale.
- Glossu Rabban Harkonnen, interpretato da Dave Bautista, doppiato da Dario Oppido: nipote del Barone Vladimir Harkonnen. Viene installato da suo zio come governatore di Arrakis, salvo poi essere esonerato per aver fallito a mettere al sicuro l'estrazione della spezia dalla rivolta dei Fremen. In passato, ha ucciso la famiglia di Gurney e gli ha provocato una ferita duratura con un colpo di frusta sul viso.
- Feyd-Rautha Harkonnen, interpretato da Austin Butler, doppiato da Flavio Aquilone: fratello di Glossu Rabban e quindi altro nipote del Barone Harkonnen. Prodotto della selezione genetica delle Bene Gesserit, è un tassello chiave delle loro manipolazioni per ottenere lo Kwisatz Haderach. A seguito del fallimento di suo fratello di mettere a sicuro la spezia, viene proclamato nuovo governatore di Arrakis. Umilierà Rabban costringendolo con la forza a scegliere tra baciargli le scarpe o la morte, come punizione per aver fallito nel suo incarico su Arrakis e aver messo in cattiva luce la sua famiglia. In passato, Feyd-Rautha uccise sua madre.
- Shaddam IV, interpretato da Christopher Walken, doppiato da Gino La Monica: Imperatore e capo supremo dell'Imperium. Pur avendo una enorme stima del Duca Leto, decide di collaborare al piano per destituirlo e ucciderlo poiché i due sono resi rivali da motivi politici. L'Imperatore è un uomo altezzoso e arrogante e prova fino all'ultimo a preservare la propria autorità.
- Principessa Irulan Corrino, interpretata da Florence Pugh, doppiata da Rossa Caputo: figlia dell'imperatore e Bene Gesserit di alto grado. Ha una spiccata intelligenza politica e intuisce che Muad'Dib è il nome di battaglia di un redivivo Paul Atreides. Alla fine, chiede a Paul di risparmiare la vita dell'imperatore e promette di sposarlo legittimando la sua ascesa al trono.
- Gaius Helen Mohiam, interpretata da Charlotte Rampling, doppiata da Melina Martello: reverenda Madre del Bene Gesserit, consigliera e veridica dell'Imperatore. Cerca a tutti i costi di preservare una linea genetica che conduca allo Kwisatz Haderach, una mente superiore che le Bene Gesserit sperano di riuscire a controllare per ottenere il potere sull'universo conosciuto.
- Lady Margot Fenring, interpretata da Léa Seydoux, doppiata da Domitilla D'Amico: bene Gesserit di alto grado. Viene inviata su Giedi Prime per saggiare e sedurre Feyd-Rautha; restando incinta della figlia di quest'ultimo, per garantirne la linea di sangue.
- Alia Atreides, interpretata da Anya Taylor-Joy, doppiata da Margherita De Risi: sorella di Paul e figlia del Duca Leto e di Lady Jessica. Quando è ancora nel grembo materno, la sua coscienza viene pienamente risvegliata dall'Acqua della Vita assunta da sua madre su Arrakis e diviene dunque quello che le Bene Gesserit chiamano un "Abominio"; riesce, infatti, a comunicare telepaticamente con sua madre e appare nelle visioni di Paul.
- Shishakli, interpretata da Souheila Yacoub: guerriera Fremen e amica di Chani. Verrà uccisa da Feyd-Rautha dopo la distruzione del Sietch Tabr.

Stephen McKinley Henderson e Tim Blake Nelson, inoltre, hanno girato scene rispettivamente come Thufir Hawat (riprendendo il suo ruolo dal precedente film) e un personaggio sconosciuto, ma non sono stati inclusi nel montaggio finale.

## Produzione

### Sviluppo
Il 26 ottobre 2021 la Legendary Pictures, a seguito del successo del primo film, annunciò il via libera per la produzione del secondo film che si sarebbe basato sulla seconda parte del primo romanzo del Ciclo di Dune. Contestualmente venne annunciato che l'attore Christopher Walken avrebbe preso parte al cast.
Nel marzo del 2022 viene annunciato che Florence Pugh e Austin Butler avrebbero interpretato rispettivamente i ruoli della principessa Irulan e di Feyd-Rautha. A giugno si rese noto che Léa Seydoux era in contrattazione per entrare nel cast nel ruolo di Lady Margot, che poi ottenne.
Jon Spaihts è stato confermato per scrivere la sceneggiatura insieme a Villeneuve. È stato poi confermato che il creatore dei linguaggi David Peterson avrebbe sviluppato i linguaggi per il film. Nel marzo 2022, Villeneuve ha rivelato che la sceneggiatura era quasi conclusa.

A fine produzione, nell'aprile 2023, il regista Denis Villeneuve ha dichiarato al The Hollywood Reporter riguardo al film: 
(Denis Villeneuve)

### Riprese
Costato 190 milioni di dollari, è stato interamente girato utilizzando cineprese IMAX, e Villenueve ha dichiarato di aver usato location e set totalmente nuovi per evitare ripetizioni con il primo film:
(Denis Villeneuve)
Le riprese sono iniziate ufficialmente nel luglio del 2022 in Italia presso la Tomba Brion, complesso funebre a San Vito, frazione di Altivole in provincia di Treviso. Le riprese sono poi proseguite a Budapest in Ungheria come per il primo film. Nel novembre 2022, la produzione si è spostata ad Abu Dhabi, negli Emirati Arabi Uniti, con Pugh che ha terminato le sue scene alla fine del mese. Le riprese si sono concluse ufficialmente il 12 dicembre 2022.
Per le scene romantiche tra Paul e Chani, si è girato principalmente in luoghi remoti della Giordania, come era già stato per il primo film, durante la celebre ora d'oro, che rende i paesaggi desertici della Giordania particolarmente affascinanti. Per questo le scene sono state girate il più rapidamente possibile avendo solo una finestra di un'ora a disposizione.

## Colonna sonora
Alla composizione della colonna sonora ritorna di nuovo Hans Zimmer, che per il primo film ha vinto il suo secondo premio Oscar. Il compositore, ancora prima dell'annuncio del nuovo film, aveva già composto 90 minuti di musica per aiutare il regista Villeneuve a trovare la giusta ispirazione durante la scrittura della sceneggiatura.

## Promozione
La prima locandina ufficiale del film è stata pubblicata il 2 maggio 2023 rivelando anche la data di uscita del film.
Il primo trailer ufficiale è uscito il 3 maggio.

## Distribuzione
La prima mondiale è avvenuta a Londra il 15 febbraio 2024. Inizialmente il film doveva essere distribuito nei cinema americani dal 3 novembre 2023 e in Italia il 1º novembre, ma, a causa dello sciopero degli sceneggiatori e degli attori a Hollywood, la Warner Bros. ha annunciato lo slittamento dell'uscita del film al 14 marzo 2024, poi anticipata al 1º marzo e quella italiana al 28 febbraio.

### Edizione italiana
L'edizione italiana del film è stata curata dalla Warner Bros. Discovery Italia con la direzione del doppiaggio e l'adattamento dei dialoghi curati da Carlo Cosolo assistito da Flaminia Fassari. Il doppiaggio italiano e la sonorizzazione della pellicola, invece, sono stati eseguiti dalla Laser Digital Film.

## Accoglienza

### Incassi
Il film si è rivelato un successo al botteghino, incassando 282144358 $ in Nordamerica e 432300000 $ nel resto del mondo, per un totale di 714444358 $, di cui 10060688 € in Italia, con 1248786 presenze.

### Critica
Il film ha ricevuto recensioni entusiaste da parte della critica, che lo ha considerato superiore rispetto al suo predecessore, ed è stato elogiato per i suoi effetti visivi e le interpretazioni del cast. Sull'aggregatore di recensioni Rotten Tomatoes ha una percentuale di gradimento del 92% basato su 450 recensioni, con un voto medio di 8.4 su 10. Su Metacritic ha un voto medio ponderato di 79 su 100 basato su 62 recensioni.

## Riconoscimenti
- 2025 - Premio Oscar
  - Miglior sonoro a Gareth John, Richard King, Ron Bartlett e Doug Hemphill
  - Migliori effetti speciali a Gerd Nefzer, Paul Lambert, Stephen James e Rhys Salcombe
  - Candidatura per il miglior film a Mary Parent, Cale Boyter, Patrick McCormick, Tanya Lapointe, Denis Villeneuve
  - Candidatura per la migliore fotografia a Greig Fraser
  - Candidatura per la migliore scenografia a Patrice Vermette, Tom Brown, Shane Vieau
- 2025 – Golden Globe[26]
  - Candidatura per il miglior film drammatico
  - Candidatura per la miglior colonna sonora originale a Hans Zimmer
- 2025 - Premio BAFTA[27]
  - Miglior sonoro a Ron Bartlett, Doug Hemphill, Gareth John e Richard King
  - Migliori effetti speciali a Paul Lambert, Stephen James, Gerd Nefzer e Rhys Salcombe
  - Candidatura per il miglior regista a Denis Villeneuve
  - Candidatura per la migliore fotografia a Greig Fraser
  - Candidatura per la migliore scenografia a Patrice Vermette, Tom Brown, Shane Vieau
  - Candidatura per il miglior trucco e acconciatura a Love Larson e Eva Von Bahr
  - Candidatura per la migliore colonna sonora a Hans Zimmer
- 2025 - Screen Actors Guild Award
  - Candidatura per le migliori controfigure cinematografiche
- 2025 - Critics Choice Award[28]
  - Migliori effetti speciali a Gerd Nefzer, Paul Lambert, Stephen James e Rhys Salcombe
  - Candidatura per il miglior film
  - Candidatura per il miglior regista a Denis Villeneuve
  - Candidatura per la migliore sceneggiatura non originale a Denis Villeneuve e Jon Spaihts
  - Candidatura per la migliore fotografia a Greig Fraser
  - Candidatura per la migliore scenografia a Patrice Vermette, Tom Brown, Shane Vieau
  - Candidatura per i migliori costumi a Jacqueline West
  - Candidatura per il miglior trucco a Love Larson e Eva Von Bahr
  - Candidatura per la migliore colonna sonora a Hans Zimmer
- 2025 - Producers Guild of America Award
  - Candidatura per il miglior film
- 2025 - Writers Guild of America Award
  - Candidatura per la migliore sceneggiatura non originale a Denis Villeneuve e Jon Spaihts
- 2025 - AFI Award
  - Migliori dieci film
- 2025 - Grammy Award
  - Hans Zimmer - Miglior colonna sonora per film, televisione o visual media per Dune - Parte due (Dune: Part Two)
- 2025 - National Board of Review Award
  - Migliori dieci film

## Sequel
Villeneuve aveva già espresso interesse a realizzare un terzo film basato su Messia di Dune, il secondo romanzo della serie, aggiungendo che la possibilità per il film dipende dall'eventuale successo del secondo capitolo. Anche Spaihts aveva ribadito nel marzo 2022 che Villeneuve aveva in programma un terzo film e una serie televisiva spin-off.
A ridosso dell'anteprima del film Villeneuve ha dichiarato che la sceneggiatura del terzo film è già quasi pronta, ma che non ha nessuna fretta di iniziare la produzione per garantire innanzitutto al secondo film in uscita la maggior attenzione possibile che merita, e al terzo film futuro tutta la qualità che necessita e su cui spesso a Hollywood non ci si sofferma pensando esclusivamente alle date di uscita:
(Denis Villeneuve)
Successivamente, a fronte del grande successo riscontrato dal sequel in termini di critica e incassi, la Legendary ha annunciato che il terzo film è in produzione, confermando il ritorno alla regia di Denis Villeneuve.